# Cherokee County (North Carolina)
 For alternative betydninger, se Cherokee County. (Se også artikler, som begynder med Cherokee County)
Cherokee County er et county i delstaten North Carolina, USA. Cherokee County havde 27.500 indbyggere i 2010. Det administrative centrum er i Murphy.

## Historie
Cherokee County blev grundlagt i 1839, hvor det blev udskilt fra den vestlige del af Macon County. Navnet fik amtet efter cherokeserne, en stamme af oprindelige amerikanere, der indtil året før havde ejet området, inden stammen blev flyttet til Oklahoma. Få indianere fra stammen boede og bor stadig i amtet.
I 1861 blev den sydøstlige del af Cherokee County udskilt og blev til Clay County og i 1872 blev den nordøstlige del også skilt ud og blev til Graham County.

## Geografi
Amtet har i dag et areal på 1.209 km², hvoraf 1.179 km² er land og 30 km² er vand.
Cherokee County, der er det vestligste af North Carolinas 100 counties, ligger i den sydlige del af Appalacherne, og har et meget varieret landskab. En del af county'et ligger inden for grænserne af Nantahala National Forest, en føderalt administreret skov siden 1920, Navnet på skoven kommer fra cherokesisk og betyder "Middagssolens Land". Hiwassee River, en af Tennesseeflodens bifloder løber gennem amtet fra sydøst nordvest. Også Hiwassee er cherokesisk og kommer af et ord, Ayuhwasi, der betyder "engen med græs". I 1974 blev Cherokee County ramt af den største serie af tornadoer, der nogensinde er registreret i USA. Dele af 13 delstater blev ramt af tornadoerne.

### Bydistrikter og byer
Cherokee County består af seks bydistrikter, Beaverdam, Hothouse, Murphy, Notla, Shoal Creek og Valleytown. Der er to større byer i county'et. Den største by er det administrative centrum for Cherokee County, byen Murphy, har ca. 2.400 indbyggere (2014), mens Andrews har ca. 1.700 (2010).

### Indianereservat
En del af Qualla Forvaltningsområdet (i daglig tale ofte Eastern Cherokee Indian Reservation) ligger i området. De dele af forvaltningsområdet, der ligger i Cherokee County bebos primært af Cheoah samfundet, der er en del af Eastern Band of Cherokee Indians. I marts 2015 åbnede stammen i samarbejde med Harrah's Casino et nyt kasino i byen, Harrah's Cherokee Valley River Casino.

### Større veje
U.S. Highway 64 går gennem Cherokee County fra øst til vest og også U.S. Highway 74 er en stor færdselsåre gennem området. Også U.S. Highway 19 og U.S. Highway 129 skærer Cherokee County.

### Tilstødende counties
- Graham County mod nordøst
- Macon County mod øst
- Clay County mod sydøst
- Union County i Georgia mod syd-sydøst
- Fannin County i Georgia mod syd-sydvest
- Polk County i Tennessee mod vest
- Monroe County i Tennessee mod nordvest

## Befolkning
Ved folketællingen i 2000 var der 24.298 indbyggere i Cherokee County. Det svarer til en befolkningstæhed på 21 pr. km². Ca. 95 % af befolkningen er hvide, 1,6 % er af afroamerikansk oprindelse og andre 1,6 % er oprindelige amerikanere. 97,7 % havde engelsk og 1,2 % havde spansk som førstesprog.
Ca. 20,6 % af indbyggerne i Cherokee County er under 18, 6,5 % er mellem 18 og 24, 53,2 % er mellem 25 og 64 og 19,7 % er 65 eller ældre. Gennemsnitsalderen i Cherokee County er 44.
Gennemsnitsindkomsten var $26.127 for mænd og $18.908 for kvinder. 15,3 % af befolkningen i amtet lever under fattigdomsgrænsen.

## Eksterne referencer
- Official Cherokee County NC Government Website (engelsk)

35°08′N 84°04′V / 35.14°N 84.06°V